# Wydział Prawa Uniwersytetu w Belgradzie
Wydział Prawa Uniwersytetu w Belgradzie (serb. Правни факултет Универзитета у Београду) – jeden z 31 wydziałów Uniwersytetu w Belgradzie. Jest największym co do liczby studentów (8 tys. studentów) oraz najstarszym wydziałem Serbii (erygowany w 1808 roku).

## Belgrade Law Review
Belgrad Law Review (znany również jako: "Annals of the Faculty of Law in Belgrade") –  anglojęzyczny i serbskojęzyczny kwartalnik wydawany przez Wydział prawa Uniwersytetu Belgradzkiego. Publikacja ta jest powszechnie znana jako Belgrad Law Review, ale także została zachowana stara nazwa z czasów rządu Josipa Broza Tity. Czasopismo służy jako forum do wyrażania idei prawnych przede wszystkim naukowców, prawników i liderów społecznych. Czasopismo jest dostępne w elektronicznych bazach danych, takich jak HeinOnline. Kwartalnik jest jednym z najczęściej cytowanych publikacji prawniczych na Bałkanach. Pierwszy numer został opublikowany w 1906. Wydanie międzynarodowe w języku angielskim zostało uruchomione 2006 r.

## Znani absolwenci
- Vuk Drašković – serbski polityk, działacz opozycyjny i pisarz oraz minister spraw zagranicznych Serbii
- Kiro Gligorov – pierwszy prezydent niepodległej Republiki Macedonii
- Vojislav Koštunica – ostatni prezydent Jugosławii oraz premier Serbii
- Laza Lazarević – serbski psychiatra i pisarz
- Dimitrije Ljotić – serbski polityk podczas II wojny światowej, założyciel nacjonalistycznej organizacji politycznej ZBOR
- Slobodan Milošević – serbski przywódca polityczny, prezydent Serbii i Jugosławii
- Łazar Mojsow – macedoński i jugosłowiański dziennikarz, dyplomata oraz polityk
- Danilo Türk – prezydent Słowenii
- Filip Vujanović – czarnogórski polityk, premier oraz prezydent Czarnogóry